# 키레나이카

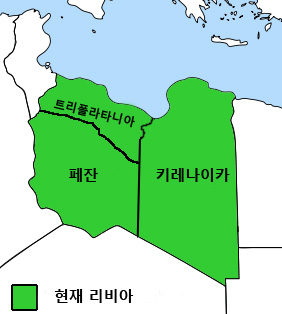
지금의 리비아에서의 키레나이카 지역의 위치

1949년부터 1951년까지 사용된 키레나이카 토후국의 국기

키레나이카(Cyrenaica)는 리비아의 동부 지역을 말하며, 최대 도시는 벵가지이다.

## 역사
기원전 7세기에 그리스인이 해안지방에 많은 식민도시를 건설하였으며, 내륙을 포함한 그 당시의 최대 식민지의 하나인 고대 키레나이카가 창설되었다. 그 후 기원전 5세기 말에는 키레네가 일어났으며, BC 1세기에 로마의 속주가 되었다가 비잔티움 제국과, 아랍의 지배를 거쳐 1578년에 오스만 제국의 영토가 되었다. 그러나 20세기 초에는 이탈리아-투르크 전쟁으로 이탈리아에 할양되었다. 제2차 세계대전 후 키레나이카 토후국이 되었으나, 1951년에 리비아 연합 왕국에 참가하였다. 해안에 점재하는 작은 평야에서 밀·과수가 재배되며 그 밖에는 목축(양·염소·소·낙타)이 주요산업이다. 그러나 1960년부터 사막지대에 유전이 개발되었으며, 해안까지 송유관이 부설되고 관련산업도 점차 일어나고 있다. 1970년대 초에 리비아의 행정구역 개편으로 주는 폐지되었으나 지역명은 그대로 사용하고 있다.

## 같이 보기
- 키레네 학파
- 리비아의 로마 가톨릭 교구 목록
- 리비아의 역사